# Насосно-компресорна колона
Насосно-компресорна колона (рос. насосно-компрессорная колонна, англ. tubing string; нім. Förderstrang m, Steigrohrstrang m, Steigrohrtour f) — колона насосно-компресорних труб призначена для транспортування нафти і газу з продуктивного пласта; складається з насосно-компресорних труб, послідовно зґвинчених.
Довжина Н.-к.к. досягає 3000 м, маса — 50 т.
Н.-к.к бувають однорядними або дворядними. Однорядні колони звичайно застосовуються при насосному способі експлуатації, дворядні — при фонтанному і компресорному, коли необхідно знизити тиск у колоні, щоб забезпечити приплив нафти і газу з пласта. Н.-к.к. підвішується на фонтанній арматурі або п'єдесталі, закріпленому на гирлі свердловини. Спуск і підйом Н.-к.к. проводять звичайно за допомогою пересувних підйомників і агрегатів.
Положення підошви колони фонтанних труб у свердловині істотно впливає на:
1. відпрацювання продуктивних горизонтів у багатопластовому неоднорідному за товщиною пласта родовищі;
2. висоту утворення піщано-глинистої пробки при освоєнні і експлуатації свердловин;
3. висоту стовпа рідини в НКТ і затрубному просторі;
4. черговість обводнення по висоті багатопластових родовищ;
5. опір потоків газу, що рухається зверху вниз і знизу вгору до підошви колони НКТ;
6. коефіцієнти фільтраційного опору А і В.
Положення підошви колони НКТ має бути таким, щоб швидкості потоків газу, що рухаються вниз по затрубному простору і вгору в колоні НКТ, були рівні біля підошви колони НКТ, щоб швидкість газу на вході в колону НКТ була більшою мінімально необхідної для винесення твердих частинок і рідких крапель критичного діаметра, щоб висота стовпа рідкої або піщано-глинистої пробки в колоні обсадних труб була мінімальною.
Під час розробки родовища при зменшенні пластового тиску діаметр НКТ збільшують, колони малого діаметра витягують із свердловини і замінюють колонами більшого діаметра. У завершальний період розробки при відсутності надходження води і твердих суспензій у свердловину можлива експлуатація свердловин по металевій обсадній колоні.
При наявності одного продуктивного горизонту у свердловину спускають одну колону фонтанних труб. Якщо декілька продуктивних горизонтів буде експлуатуватись окремо, але однією системою свердловин, в останню спускають дві або навіть три колони фонтанних труб, при цьому вони можуть бути спущені концентрично або паралельно із застосуванням розділювачів (пакерів).
Фонтанні труби виготовляються із високоякісної сталі довжиною 5 ‒ 12 м з внутрішнім діаметром 33 ‒ 152 мм. Вони дозволяють прискорити процеси освоєння свердловини після її буріння і глушіння перед роботами по інтенсифікації видобутку газу або ремонтними роботами, здійснювати контроль за станом стовбура свердловини без спуску глибинних приладів. Глибину спуску таких труб у свердловину визначають за продуктивною характеристикою пласта (або пластів) та технологічними режимами експлуатації свердловини. Як правило їх доцільно спускати до нижніх отворів перфорації.